# Nyctemera alternata
Nyctemera alternata är en fjärilsart som beskrevs av Walker 1866. Nyctemera alternata ingår i släktet Nyctemera och familjen björnspinnare. Inga underarter finns listade i Catalogue of Life.